# Rob Brydon
Rob Brydon (właśc. Robert Brydon Jones, ur. 3 maja 1965 w Swansea) – walijski aktor filmowy i głosowy, komik oraz prezenter radiowy i telewizyjny.
Studiował na Royal Welsh College of Music & Drama w Cardiff. Swoją karierę rozpoczął jako prezenter w BBC Radio Wales.
Rob Brydon dwukrotnie nominowany był do nagród BAFTA – w 2009 roku za najlepszy występ komediowy w serialu Gavin & Stacey oraz w 2011 roku za najlepszy występ rozrywkowy w programie The Rob Brydon Show. Dwukrotnie nominowane były także seriale, w których brał udział – Marion & Geoff w 2004 roku oraz The Trip w 2010 (oba do tytułu najlepszej komedii sytuacyjnej). Otrzymał dwie nagrody British Comedy Awards – w 2000 roku za najlepszy debiut komediowy (w Marion & Geoff) i w 2001 dla najlepszego telewizyjnego aktora komediowego (za Human Remains). Nominacje do nagrody BCA dla najlepszego telewizyjnego aktora komediowego otrzymywał jeszcze trzykrotnie – w 2003 (za Marion & Geoff i Cruise of the Gods), 2009 (za Gavin & Stacey) i 2010 roku (za The Trip, równolegle z nominacją dla najlepszej nowej komedii telewizyjnej). W 2011 roku otrzymał także nominację do nagrody dla najlepszego komika telewizyjnego za program Would I Lie to You?.